# Aptesis catulus
Aptesis catulus är en stekelart som beskrevs av Henry Keith Townes, Jr. 1962. Aptesis catulus ingår i släktet Aptesis och familjen brokparasitsteklar. Inga underarter finns listade.